# 루시 (1992년)
루시(Lucy, 본명: 박소현, 1992년 12월 15일 ~ )는 대한민국 여자 R&B 가수이다.

## 이력
2010년 여성 R&B 음악 그룹 블랙리스트의 구성원으로 데뷔하였다.